# Klein Behnkenhagen
Klein Behnkenhagen ist ein Ortsteil der Gemeinde Sundhagen im Landkreis Vorpommern-Rügen.

Groß Behnkenhagen, Behnkendorf und Klein Behnkenhagen zwischen 1880 und 1920

## Geografie und Verkehr
Klein Behnkenhagen liegt 11 Kilometer nordöstlich der Stadt Grimmen, 13,5 Kilometer südlich von Stralsund und 20 Kilometer nordwestlich von Greifswald. Östlich des Ortes verläuft die vierstreifig ausgebaute Autostraße B 96. Der Anschluss Stralsund der A 20 ist 12,5 Kilometer entfernt. Östlich des Ortes verläuft seit 1863 die Bahnstrecke Greifswald–Stralsund und weiter östlich die ehemalige Bundesstraße 96, die jetzige Bundesstraße 105.

## Geschichte
Behnkenhagen wurde erstmals 1304 als Benekenhaghen urkundlich genannt. In der Urkunde vom 5. März 1304 verleihen die Fürsten von Rügen Wizlaw III. und Zambor (Sambor) dem Heiligengeisthaus in Stralsund das Eigentum an den Dörfern Ahrendsee und Behnkenhagen. Am 8. März 1304 verkaufen die Gebrüder Pritbur, Nikolaus und Thece von Borantenhagen (Boranteshagen und auch von Putbus) dem Heiligengeisthaus in Stralsund die ihnen gehörigen Güter von Ahrendsee und Behnkenhagen.
Mit diesen Urkunden wird klar, dass es zu der Zeit nur einen Ort mit dem Namen gab. Die Unterscheidung in Groß und Klein wurde wohl erst viel später eingeführt.
1835 zeigte sich in dem preußischen Urmesstischblatt (PUM) als ein Kilometer langes Straßendorf mit dem Gut am östlichen und dem Dorf entlang der Straße bis zum westlichen Ende. Südlich von der Dorfmitte abgelegen war das Gehöft des Schäfers. Am westlichen Ende des Dorfes waren 4 Bauernhöfe mit einigen Landarbeiterkaten platziert. Dieser Dorfteil wurde später als Behnkendorf eigenständig (bis heute). Westlich davon lag der dann so genannte Ort Klein Behnkenhagen, der nur aus zwei Bauerngehöften und zwei Katen bestand.
1871 hatte Klein Behnkenhagen folgende amtliche Statistik: Klein Behnkenhagen – Bauerndorf hatte 11 Wohngebäude, in denen 14 Haushaltungen vorhanden waren. Der Wohnplatz hatte 87 Einwohner, 1867 waren es noch 94. Klein Behnkenhagen – Vorwerk hatte 3 Wohngebäude, in denen 10 Haushaltungen vorhanden waren. Der Wohnplatz hatte 54 Einwohner, 1867 waren es nur 44. Alle Einwohner der Wohnplätze hatten die evangelische Konfession.
1880 wurde laut Messtischblatt (MTB) nochmals eine Änderung der Wohnplätze vorgenommen. Das vorgenannte Bauerndorf (später Behnkendorf) wurde jetzt Klein Behnkenhagen zugeordnet. Dort war ein kleines Gut etabliert. Klein Behnkenhagen (heutiger Ort) bestand aus einem kompakten Gut, einem Bauernhof und einigen Katen für Landarbeiter.
In dem MTB von 1920 wurde die heute noch gültige Dreiteilung der Ansiedlung aufgezeichnet. Es entstanden jetzt Groß Behnkenhagen, Behnkendorf und Klein Behnkenhagen. Letzterer Ort hatte sich zu 1880 nicht verändert.
Mit der Bodenreform von 1945 reduzierte sich die Gutsanlage, es entstanden längs der Dorfstraße mehrere
Neubauernhöfe. Zu DDR-Zeit (LPG) und nach 1990 gab es keine Ansiedlung von Agrarbauten, die befanden und befinden sich in Groß Behnkenhagen.
Klein Behnkenhagen gehörte zur Gemeinde Behnkendorf. Diese schloss sich am 7. Juni 2009 mit den Gemeinden Brandshagen, Horst, Kirchdorf, Miltzow, Reinberg und Wilmshagen zur neuen Gemeinde Sundhagen zusammen.